# Адигезалов, Ялчин Васиф оглы
Ялчин Васиф оглы Адигезалов (азерб. Yalçın Vasif oğlu Adıgözəlov; род. 4 ноября 1959, Баку) — азербайджанский дирижёр и музыкальный педагог. Народный артист Азербайджана (2012), профессор.

## Биография
Родился 4 ноября 1959 года в г. Баку в семье композитора Васифа Адигезалова. Представитель третьего поколения известной музыкальной династии.

### Образование
В возрасте 8 лет начал обучаться игре на фортепиано в Специальной Музыкальной Школе при консерватории у А. Я. Копелевич и Б. Л. Гуслицера. В 1982 году окончил фортепианный факультет Азербайджанской Государственной Консерватории им. Узеира Гаджибекова (класс профессора Р. И. Атакишиева).
C 1983 по 1984 год обучался на факультете «оперно-симфоническое дирижирование» в Ташкентской Государственной Консерватории (класс профессора К. М. Усманова)
С 1984 по 1989 годы обучался на факультете «оперно-симфоническое дирижирование» в Ленинградской консерватории у прославленного профессора Ильи Мусина.
В 1990—1992 годах первым из представителей Азербайджана стажировался в Венской Академии Музыки и Исполнительского Искусства (Wien — Musikhochschule) у профессора Карла Эстеррайхера.

### Творчество
С 1989 г. — дирижер, c 1991 по 1998 гг. — художественный руководитель и главный дирижёр Азербайджанского Государственного симфонического оркестра им. Узеира Гаджибекова. В сложные общественно-политические годы в стране, в условиях экономического кризиса, молодой дирижёр внес неоценимый вклад в дело сохранения ведущего музыкального коллектива республики. Я. Адигезалов вёл широкую концертную деятельность на родине и за рубежом, осуществив многочисленные бакинские премьеры классического репертуара и активно пропагандируя сочинения азербайджанских композиторов в мире.
20 января 1991 года (в годовщину трагических событий в Баку) АГСО им. Гаджибекова и Хоровая Капелла Азербайджана исполнили в присутствии авторов Ораторию «Карабах Шикестеси» В.Адигезалова и «Stabat Mater» А.Караманова в Большом Зале Московской Консерватории.
В марте 1991 состоялись гастроли оркестра в городах Дальнего Востока (Южно-Сахалинск, Петропавловск-Камчатский, Магадан) и Средней Азии (1992 г.)
В 1991—1993 гг. — художественный руководитель «MOZART-фестивалей», проводимых совместно с правительством Австрии. На трех Фестивалях состоялись мировые премьеры произведений азербайджанских и австрийских композитов.
В 1993 г. — первый лауреат в номинации «Лучший дирижёр года» (премия «Хумай»).
В 1994 г. осуществил первые самостоятельные гастроли АГСО за рубеж — оркестр открывал сезон двумя концертами в Стамбульском концертном зале «Джемаль Решит Рей» и выступил в античном амфитеатре Аспендос в Анталье в присутствии 7 тысяч слушателей. В период руководства оркестром осуществил более 40 мировых премьер произведений и свыше 50 авторских концертов азербайджанских композиторов.
16 октября 1998 года в Анкаре, в дни празднования 75-летия основания Турецкой Республики, в исполнении Президентского Симфонического Оркестра и в присутствии Президента С.Демиреля состоялась мировая премьера Оратории «Чанаккале 1915» В.Адигезалова, ставшая событием в культурной жизни тюркского мира.
В 1998—2000 гг. дирижёр Государственного Симфонического Оркестра Радиo — Телевидения России.
С 2000 года — дирижёр Азербайджанского Академического Театра Оперы и Балета («Волшебная флейта», «Аида», «Богема», «Тоска», «Мадам Баттерфляй», «Плащ»,"Джанни Скикки", «Сельская честь», «Паяцы», «Кармен», «Евгений Онегин» (1990), «Пиковая дама», «Алеко», «Шехеразада», «Ромео и Джульетта», «Болеро», «Арлезианка», «Половецкие пляски», «Севиль», «Дон Кихот», «Тысяча и одна ночь», «Натаван», «Насими» и др.).
2001—2004 гг. — Дирижёр Стамбульской Государственной Оперы («Легенда о любви», «Самсон и Далила», «Мадам Баттерфляй», «Дон Кихот», «Реквием»). Постановка оперы Бородина «Князь Игорь» (совместно с режиссёром Д. Бертманом) имела огромный успех. Этим спектаклем открывался «Международный Оперный фестиваль» в амфитеатре Aspendos в 2003 году.
С 2002 г. Ялчин Адигезалов тесно сотрудничает с Московской «Геликон — оперой» («Мнимая садовница», «Травиата», «Кармен», «Евгений Онегин», «Летучая мышь», «Пиковая дама», «Золушка» и др.).
В 2007 г. состоялась презентация проекта «Азербайджанский Симфо — Мугам». Совместно с «Трио Карабах» концерты прошли в Бразилии, Италии, Люксембурге, Турции, Китае, Вьетнаме, Латвии, Украине и Белоруссии.

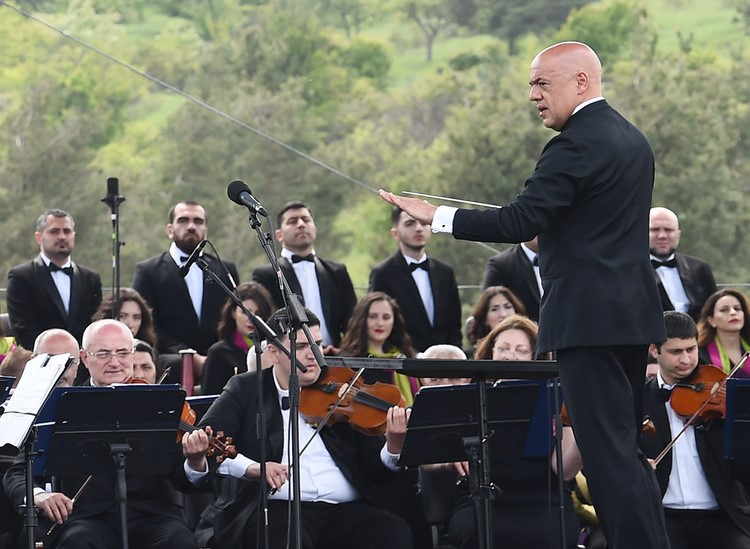
Ялчин Адигезалов на фестивале «Харибюльбюль» в Шуше

В 2011 году на Сицилии состоялась мировая премьера Реквиема Джованни Пачини. Это событие стало крупным достижением в пропаганде наследия композитора.

Интерпретация маэстро Ялчина Адигезалова была выше всяких похвал. Азербайджанский дирижёр руководил хором и оркестром Della Camerata Polifonica Siciliana с волнующей простотой, уверенно увлекая за собой музыкантов. Прочтение насыщенной партитуры представлялось значительным и в высшей степени эмоциональным.
— Джон Паскуалино

Дирижирование маэстро Адигезалова было потрясающим. Он уловил суть партитуры и точно вошёл в непростой стиль композитора. Это был урок настоящего художественного мастерства.
— Маурицио Чиампи
профессор Консерватории Святой Чечилии в Риме, артистический директор международного фестиваля "Bellini Eventi”

Дирижёр высокого класса, который принял вызов и победил.
— Де Мэо
профессор, один из самых влиятельных специалистов по Беллини и Пачини.
В феврале 2013 года состоялись успешные гастроли АГСО в Кувейте.
12 мая 2014 года во всемирно известном итальянском амфитеатре Арена ди Верона, в присутствии 10 тысяч зрителей, состоялся симфонический концерт из произведений азербайджанских композиторов.
В 2018 г. — Художественный руководитель созданного под патронатом Международного фонда тюркской культуры и наследия камерного оркестра «Деде Горгуд» в составе музыкантов из шести тюрко-язычных стран. Гастроли оркестра состоялись в городах Турции, Азербайджана и Финляндии.
26 июня 2019 года в Центре Гейдара Алиева в Баку двести музыкантов из АГСО, Хоровой капеллы Азербайджана, Батумской хоровой капеллы, хора Тбилисской консерватории и солистов из Италии, Германии, России и Азербайджана исполнили «Реквием» Дж. Верди.
В феврале 2020 г. — Музыкальный руководитель постановки оперы «Золушка» Л.Вайнштейна в московском театре «Геликон-опера» (режиссёр И.Ильин).
Первым из азербайджанских музыкантов представлял культуру страны в самых престижных концертных залах мира; Музикферайн, London Barbican Centre, Берлинская филармония, London Cadogan Hall, Central Hall Westminster Abbey , Konzerthaus Berlin, Арена ди Верона, Smetana Hall Prague, Cidade Das Artes and Theatro Municipal do Rio de Janeirо, Linder Auditorium Johannesbur, Koninklijk Royal Conservatorium Brussels, а также в БЗК, Большая гильдия Риги, в оперных залах Пекина и Кувейта.
Как симфонический дирижёр неоднократно выступал с оркестрами: Королевский филармонический оркестр (RPO), Бразильский симфонический оркестр, Симфонический оркестр штата Мехико, Johannesburg Philharmonic Orchestra (JPO), L’Orchestra Italiana del Cinema (OIC), Симфонический оркестр Словацкого радио, Венский камерный оркестр, Zagreb Chamber Orchestra, Filarmonica Brasov (Romania), Карловарский симфонический оркестр, Budapest Danube Symphony, Junge Philharmonie Köln, а также — Российский национальный оркестр (РНО), Академический симфонический оркестр Санкт-Петербургской филармонии, Филармонические оркестры Москвы, Риги, Екатеринбурга, Минска, Кишинёва, Харькова, Астаны, Измира, Лиепая, Аданы, Бишкека, Президентский симфонический оркестр Анкары.
Как оперный дирижёр неоднократно сотрудничал с оперные труппами Киева, Минска, Ташкента, Львова, Кишинёва, Тбилиси, Астаны, Одессы, Самсуна.
С выдающимися солистами, среди которых М. Ростропович, Н. Петров, Б. Березовский, Ф. Бадалбейли, Х. Шахам, И. Монигетти, С. Стадлер, Д. Коган, П. Яблонский, И. Бирет, Г.Онай, Р. Гальяно, Аль Бано и др.
На протяжении более четверти века профессор Ялчин Адигезалов ведет педагогическую деятельность в Бакинской Музыкальной Академии. Его ученики занимают ведущие дирижёрские посты в республике.
5 октября 2021 года профессор Ялчин Адигезалов взошёл на дирижёрский подиум исторической сцены «Золотого зала» Венской филармонии.

## Дискография
Дирижёром записаны 16 компакт-дисков с БСО им. П. И. Чайковского, Оркестром Стамбульской Оперы, Оркестром Российского Радио и ТВ, Лиепайским симфоническим оркестром, Национальным Симфоническим Оркестром Украины и Азербайджанским Государственным Симфоническим Оркестром, которые выпущены в США, Турции, России, Южная Корея (SONY), Германии (NAXOS) и Англии (OLIMPIA).
- 1993 г. — с Большим Симфоническим Оркестром им. Чайковского 3 компакт-диска:

1. Авторский диск из произведений Ф.Амирова: симфонические мугамы «Кюрд Овшары» и «Гюлистан Баяты Шираз», «Азербайджанское Каприччио», «Трагическая музыка Насими»
2. К.Караев: Симфоническая поэма «Лейли и Меджнун», Солтан Гаджибеков: Симфоническая картина «Караван», В.Адигезалов: Концерт для виолончели с оркестром, солист — В.Симон, М.Мирзоев: Симфоническая поэма «По прочтении Саади»
3. Узеир Гаджибеков: Увертюра к опере «Кер-оглу» , Ф.Тюзюн (Турция) : «Conversation» Н.Халмамедов (Туркменистан): «Симфонические картины»,Т.Мухамеджанов (Казахстан) : «Love Poem» А.Сабитов (Узбекистан): «Героическая увертюра», М.Бегалиев (Кыргызстан): «Симфоническая поэма»

- 1997 г. — с Азербайджанским Государственным Симфоническим оркестром записал Антологию «Classical Music of Azerbaijan», впервые в истории 4 компакт-диска азербайджанской оперной, балетной и симфонической музыки[2] (Fikrat Amirov; Azerbaijan Capriccio, Kurd-Afshari, Nasimi, Arabian Nights; Gara Garayev; Leyli and Majnun, Seven Beauties, Path of Thunder; Soltan Hajibeyov; Karvan. Ogtay Zulfugarov; Holiday Overture; Vasif Adigezalov; Piano Concerto No. 4 , Haji Khanmammadov; Concerto for Tar and Orchestra; Uzeyir Hajibeyov; Koroqlu, Arshin Mal Alan, Muslim Magomayev; Shah Ismayil, Nargiz (excerpts); Gara Garayev & Jovdat Hajiyev, Vatan (Motherland), Fikrat Amirov, Sevil (excerpts)
- 1998 г. — с Большим Симфоническим Оркестром им. Чайковского , CD «Maestro Niyazi» (на данной продукции впервые в Азербайджане был помещен товарный штрих — код) (Ниязи — «Раст», П.Чайковский — «Ромео и Джульетта», Р.Вагнер — « Вступление и Смерть Изольды»[36]
- 2000 г. с Государственным Симфоническим Оркестром Радиo — Телевидения России, CD П. Чайковский — «Франческа да Римини», С.Рахманинов — Симфония No.2
- 2001 г. — с оркестром Стамбульской Оперы , CD (полная версия) & DVD балета «Легенда о любви» А.Меликова.
- 2004 г. — с Большим Симфоническим Оркестром им. Чайковского, CD «Леонид Вайнштейн», Симфония No.6, Концерт для скрипки с оркестром (солист Д.Коган), Симфониетта для струнного оркестра.
- 2019 г. — c Национальным Симфоническим Оркестром Украины и сопрано Сельджан Насибли. В альбом «Femmes Fatales» вошли сочинения Бизе, Римского-Корсакова, Пуччини, Шимановского, Барбера.
- 2021 г. — с Лиепайским Симфоническим Оркестром и «Трио Карабах»; СD «Азербайджанский Симфо — Мугам», Ниязи — «Раст», В.Адигезалов — «Сегях»[37][38][39].

## Награды
- 1993 — Первый лауреат в номинации «Лучший дирижёр года» (премия «Хумай»)[1]
- 15 мая 2007 — Заслуженный деятель искусств Азербайджана[40]
- 14 сентября 2012 — Народный артист Азербайджана[41]
- 2015 — Лауреат премии «Лучший музыкант года» (премия «Зирве»)[42]
- 3 ноября 2019 — Орден «Шохрат»[43].

## Семья
- Дед — Зульфугар (Зульфи) Самед оглы Адигезалов (1898—1963), народный певец — ханенде, яркий представитель Карабахской школы мугама, Заслуженный артист Азербайджана.
- Отец — Васиф Зульфугар оглы Адигезалов (1935—2006), композитор, пианист, общественный деятель, педагог, один из самых ярких учеников Кара Караева, первый секретарь Союза Композиторов, Народный артист Азербайджана, лауреат Государственной премии, профессор, обладатель орденов «Şöhrət» и «Istiqlal».
- Мать — Халида Ага-Али кызы Мамедбейли, с 1961 по 2011 годы — преподаватель французского языка в Азербайджанском Медицинском Университете.
- Брат — Тогрул Васиф оглы Адигезалов, реаниматор — анестезиолог, кандидат медицинских наук (Московский Университет им. Сеченова), доктор философии, видный организатор здравоохранения.
- Дядя — Рауф Зульфугар оглы Адигезалов (1940—2002), скрипач (выпускник Московской консерватории, класс Д. М. Цыганова), вокалист, профессор Бакинской Консерватории, Заслуженный деятель искусств Азербайджана.
- Супруга — Фарах Алекпер кызы Адигезалова, историк, психолог
- Дети — Зульфугар (р.1994), Халида (р. 1995), Тамерлан (р. 2006)[44]